# Commissie-Tsoeloekiani
De Tijdelijke onderzoekscommissie "Onderzoek naar de activiteiten van het regime en zijn politieke functionarissen in 2003-2012", ook bekend als de "Commissie-Tsoeloekiani", is een orgaan dat in februari 2025 werd opgericht door het parlement van Georgië. De commissie staat onder leiding van Tea Tsoeloekiani, een prominent lid van de regerende Georgische Droom.
Media hebben er ook wel naar verwezen als de "anti-UNM-commissie", om de intentie van de commissie aan te geven. Verschillende oppositieleiders werden veroordeeld tot gevangenisstraffen voor hun weigering door de commissie ondervraagd te worden.

## Oprichting en doel
De tijdelijke commissie werd op 9 januari 2025 aangekondigd door regeringspartij Georgische Droom en op 5 februari 2025 door het parlement ingesteld voor initieel drie maanden en met een maximale termijn van zes maanden. Er gold een wettelijke verplichting om mee te werken aan de commissie voor degenen die opgeroepen werden, met strafrechtelijke aansprakelijkheid als consequentie van het niet naleven hiervan.
De taakstelling van de commissie was om het vermeende wangedrag en criminele of anti-statelijke activiteiten te onderzoeken van de regering van de Verenigde Nationale Beweging (UNM) van 2003 tot 2012, ten tijde van het presidentschap van Micheil Saakasjvili. De bevindingen van de commissie moesten de basis vormen voor gerechtelijke aanklachten. Commissie-voorzitter Tsoeloekiani herhaalde de kern van haar taakstelling tijdens de tussenrapportage: "De conclusie moet een basis vormen om deze individuen, evenals hun huidige en toekomstige politieke formaties, uit te sluiten van deelname aan de politiek. Dit moet gebeuren – en Georgische Droom zal dit realiseren."
Het onderliggende doel was om te komen tot het ongrondwettelijk verklaren en verbieden van de Verenigde Nationale Beweging en haar zogeheten satellietpartijen. Georgische Droom had in de campagne naar de parlementsverkiezingen van oktober 2024 al herhaaldelijk opgeroepen tot een soort Neurenberg-tribunaal voor de Georgische oppositie.
Ruim een maand na de start werd het mandaat van de commissie uitgebreid om ook de periode van 2012 tot het heden in ogenschouw te nemen, met betrekking tot de activiteiten van de Verenigde Nationale Beweging en in brede zin de oppositie, omdat volgens Georgische Droom de voormalige machthebbers na 2012 als oppositie doorgingen met anti-statelijke activiteiten. De termijn van de commissie werd driemaal met een maand verlengd, tot de oorspronkelijk vastgelegde maximale termijn van zes maanden.

### Leden
De commissie kreeg bij oprichting een grootte van tien leden, waarvan vijf van Georgische Droom, twee van Volkskracht en een van de fractie Europese Socialisten. De laatste twee waren afsplitsingen van Georgische Droom, die na de boycot van de gehele oppositie de plek van parlementaire oppositie innamen en als pseudo-oppositie werden bestempeld. Twee zetels in de commissie bleven vacant, die bestemd waren voor oppositiepartij Voor Georgië. Deze partij boycotte weliswaar het parlement maar als enige oppositiepartij had zij haar zetels nog niet ingeleverd en kreeg dus een quotum in de commissie. In de eerste organisatorische vergadering werd Tea Tsoeloekiani tot voorzitter gekozen.

## Activiteiten
Om de vermeende gepleegde wandaden van de voormalige regering in kaart te brengen met betrekking tot een reeks van dossiers, belegde de commissie tientallen sessies waarin slachtoffers en voormalige bestuurders ondervraagd werden. De belangrijkste onderwerpen waren:
- Onderzoek naar beweringen van marteling en wijdverbreide zakelijke afpersing door de voormalige regering;
- Illegale inbeslagname van mediakanalen van hun rechtmatige eigenaren;
- De Russisch-Georgische Oorlog van 2008: de commissie hield de voormalige UNM-regering en oud-president Micheil Saakasjvili verantwoordelijkheid voor deze oorlog;
- Onderzoek naar het gewelddadige politieoptreden bij demonstraties op 15 juni 2009 en op 26 mei 2011;

Daarnaast werd na het verbreden van de scope ook voormalig premier van Georgische Droom, Giorgi Gacharia, die in 2021 de partij verliet en in oppositie ging, ter verantwoording geroepen over een aantal zaken die onder zijn verantwoordelijkheid als minister van binnenlandse zaken en premier speelden:
- Politieoptreden bij de demonstraties van 20 juni 2019, de zogenaamde "Gavrilov-nacht", toen er gewelddadige protesten uitbraken naar aanleiding van het Russische Doema-lid Sergei Gavrilov die in de voorzittersstoel van het parlement een toespraak hield in het Russisch.
- Een territoriaal conflict rond Zuid-Ossetië, waarbij Georgië de controle verloor over ongeveer vijf vierkante kilometer grondgebied bij het dorp Tsjortsjana, als gevolg van de reactie van Zuid-Ossetische en Russische troepen op het plaatsen van een observatiepost in augustus 2019 door de Georgische politie vlakbij de bezettingslijn.[13]

In de verbrede context werden ook de activiteiten van de oppositie in recentere jaren onderzocht, waaronder de vermeende actieve recrutering van lobbyisten tegen de zogeheten 'buitenlandse agent'-wet voor "desinformatiecampagnes".

## Opgeroepen personen en naleving
De commissie sprak met tientallen slachtoffers, betrokkenen bij onder andere de Russisch-Georgische Oorlog en voormalige functionarissen, van wie sommigen inmiddels prominente oppositieleiders zijn. Het merendeel van de oppositieleden weigerden ondervraagd te worden en werden hiervoor aangeklaagd. Bekende personen die werden opgeroepen zijn onder andere:
- Giorgi Gacharia: voormalig minister van Binnenlandse Zaken en premier van Georgische Droom. Sinds 2021 leider van de oppositiepartij Voor Georgië. Kwam als enige van de oppositie opdagen met als uitdrukkelijke motivering om de aantijgingen voor het publieke oog te weerleggen;
- Nika Gvaramia: vooraanstaand oppositieleider (Achali) en voormalig vice-procureur-generaal en minister van justitie in 2007-2008;
- Mamoeka Chazaradze en Badri Dzjaparidze: zakenmannen en leiders van oppositiepartij Lelo voor Georgië, vermeend betrokken bij zakelijke afpersing in de periode 2003-2012;
- Giorgi Vasjadze: leider van oppositiepartij Strategie Agmasjenebeli, vice-minister van justitie in 2010-2012;
- Zoerab Dzjaparidze: leider van oppositiepartij Girtsji – Meer Vrijheid, voormalig parlementslid van UNM.
- Nika Melia: vooraanstaand oppositieleider (Achali) en voormalig voorzitter van Verenigde Nationale Beweging (2020-2023), beschuldigd van aanzetten bestorming parlement in de Gavrilov-nacht van 2019.
- Irakli Okroeasjvili: voormalig minister van defensie in 2004-2006 en verschillende andere functies.

Met uitzondering van Gacharia, weigerden alle oppositiepolitici voor de commissie te verschijnen, omdat ze het parlement gevormd na de betwiste verkiezingen van 26 oktober 2024, als onwettig bestempelden en daarmee ook de commissie.

## Vervolging
Verschillende oppositieleiders en voormalige politici werden vanaf juni 2025 veroordeeld tot gevangenisstraffen van zeven of acht maanden voor hun weigering voor de commissie te verschijnen. Daarnaast kregen ze een verbod van twee jaar op het bekleden van een openbare functie. Een aantal zaten al in voorarrest, omdat ze hadden geweigerd hun borgtocht te betalen.
- 23 juni 2025: Zoerab Dzjaparidze (Girtsji – Meer Vrijheid), Mamoeka Chazaradze, Badri Dzjaparidze (beiden Lelo);[16]
- 24 juni 2025: Giorgi Vasjadze (Strategie Agmasjenebeli);[16]
- 27 juni 2025: Nika Melia (Achali) en Givi Targamadze (voormalig parlementslid Verenigde Nationale Beweging);[17][18]
- 1 juli 2025: Nika Gvaramia (Achali);[19]
- 4 juli 2025: Irakli Okroeasjvili (voormalig defensieminister).[20]

Tsoeloekiana stelde stapeling van zaken in het vooruitzicht voor de veroordeelden als ze ook vanuit de gevangenis zouden weigeren voor de commissie te verschijnen.